# 眉村卓
眉村 卓（まゆむら たく、本名：村上 卓児〈むらかみ たくじ〉、1934年〈昭和9年〉10月20日 - 2019年〈令和元年〉11月3日）は、日本のSF作家。
代表作『司政官シリーズ』で1979年に泉鏡花文学賞を、同年と1996年に星雲賞日本長編部門を受賞している。

## 経歴
1934年 (昭和9年) に大阪府大阪市西成区で生まれる。大阪府立住吉高校を経て、1957年 (昭和32年) に大阪大学経済学部卒業後、大阪窯業耐火煉瓦株式会社（のちの株式会社ヨータイ）に入社、日生工場（現岡山県備前市日生町）赴任。1958年 (昭和33年) に大阪本社に転勤。この頃の経験を題材として後年『傾いた地平線』に「ぼくがそうであったかも知れぬ可能性」の世界として描かれた。作品では日生町をモデルにした「H町」が舞台のパラレルワールドで登場し、とうに辞めたはずの耐火材メーカーにまだ勤めていて、しかも一度も転勤せずに暮らしている――。というストーリーだった。当時を振り返り、眉村は「孤独感はなく、むしろ高揚していた」と回想している。日生町での暮らしは大阪本社への転勤で1年弱で終わったものの、作家になった後も息抜きやネタ探し目的で訪れた。「町の地形をうまく切り取って異界の入り口に仕立てたものもあり、着想の豊かさに驚かされる」と 加子浦歴史文化館学芸員が指摘するように、工場への道行きは山稜が海に迫り、片側は山、片側は眼下に海を見ながらであった。工場は戦後復興期にできた耐火煉瓦製の煙突3本が今も立ち、沖600メートルには日生諸島の曽島がある。自筆年譜によると、SFに対して「自分が書こうとしているものはこの線上にある」と考えたという。
1960年 (昭和35年) からSF同人誌『宇宙塵』に参加する。
1961年（昭和36年）3月21日発売の『ヒッチコック・マガジン』5月号にショートショート5作品が掲載され、商業誌デビューを飾った。同年には「下級アイデアマン」が第1回空想科学小説コンテスト（のちのハヤカワ・SFコンテスト）佳作第2席に入選している。
1963年 (昭和38年) に初めての単行本である処女長編『燃える傾斜』を刊行、同年、大阪窯業耐火煉瓦株式会社を退社、株式会社大広の嘱託コピーライターとなる。
1965年 (昭和40年) 、第一作品集『準Ｂ級市民』を刊行、同年大広を辞め、専業作家として活動を開始する。1968年 (昭和43年) には、三一書房の「さんいちぶっくす」から初のショートショート集『ながいながい午睡』を刊行した。以降、生涯に渡ってショートショートを書き継いでいくが、その数は3000篇もの数に達する。これは星新一の書いたショートショートの倍近い分量である。
1979年 (昭和54年) には、『消滅の光輪』にて第7回泉鏡花文学賞および星雲賞を受賞した。1987年 (昭和62年) に『夕焼けの回転木馬』で第7回日本文芸大賞を受賞し、1996年 (平成8年) には『引き潮のとき』で2度目となる星雲賞を受賞した。インサイダー文学論を提唱し、組織と個人の葛藤を作品のテーマとしている。また多数の短編SFやエッセイ、ジュブナイル小説を執筆した。作家活動以外ではラジオパーソナリティも務めた（『チャチャヤング』（毎日放送）、『男のポケット』（FM大阪）、『飛べ！ 熊五郎、ただ今大奮闘』（ラジオ関西））。
ジュブナイル小説の代表作にはNHK『少年ドラマシリーズ』などでテレビドラマ化された『なぞの転校生』、『ねらわれた学園』などがある。ジュブナイル小説の多くが絶版となったが、2003年 (平成15年) から講談社の青い鳥文庫から4冊が復刻されている。
また、福島正実が創設した作家、翻訳家、画家等の集団「少年文芸作家クラブ」（のち「創作集団プロミネンス」）にも参加した。「覆面座談会事件」で福島と仲たがいした他のSF作家たちが会から脱会したのちも、光瀬龍とともに会に残った。また、1974年には福島と長編『飢餓列島』を共作している。
日本SF作家クラブ会員であり、矢野徹会長時代に四代目事務局長をつとめたが、1992年 (平成6年) から2008年 (平成20年) まで退会していたことがあったという。
大阪芸術大学芸術学部文芸学科の教授、同大学院の芸術研究科教授、平安女学院大学文化創造センター客員教授も務めた。
2006年 (平成18年) から、産経新聞夕刊（大阪本社発行）の読者投稿欄『夕焼けエッセー』（2019年〈平成31年〉4月から朝刊『朝晴れエッセー』）の選考委員を務めた。
2009年 (平成21年) 11月に、癌で2002年 (平成14年) に死去した妻・悦子に日々、自作のショート・ショートを捧げた実話をもとにした、映画『僕と妻の1778の物語』が製作発表され、東宝配給で2011年 (平成23年) 1月に公開された。2012年 (平成24年) 6月には「笑うは薬」堀内孝雄歌唱でエピソードがCD化された。
2012年 (平成24年) より、泉大津市オリアム随筆賞の選考委員に就任した。2013年 (平成25年) 、他のベテラン作家とともに、日本SF作家クラブの名誉会員に。
2019年 (令和元年) 11月3日午前4時1分、誤嚥性肺炎のため大阪市阿倍野区の大阪鉄道病院で死去。85歳没。死の3日前に完成させた自伝的長編小説『その果てを知らず』が最後の作品になった。同作品は、翌年に講談社から刊行された。
2020年 (令和2年) 、第40回日本SF大賞で功績賞を受賞。

### 句作
眉村は高校時代に俳句部に所属し、水原秋桜子主宰の「馬酔木」に投句するなどしていた。作家としてデビューした昭和40年代には、毎日新聞の記者をしていた赤尾兜子とパーティで知り合い、これをきっかけにして兜子の主宰誌「渦」の同人となっている。当時眉村は俳句の中にSF的な感覚を盛り込むことを試みていたが、逆に兜子から、小説の文章が俳句的で読者に伝わらないという指摘を受け、以後小説の書き方を変えたという。兜子の死後は多忙もあってしばらく句作から離れたが、上述の妻の死以降、ショート・ショートと平行してふたたび句作に取り組むようになり、「渦」にも復帰、2009年には最初の句集『霧を行く』を出版している。

## 作品

### 小説
原則として初版出版。多くが後に文庫化された。短編集は収録作品を変更して発行されていることが多い。

#### 1960年代
- 燃える傾斜（1963年）東都書房 のちハヤカワ文庫、角川文庫、ハルキ文庫
- 準B級市民（1965年）ハヤカワSFシリーズ
- 幻影の構成（1966年）早川書房・日本SFシリーズ のち文庫、角川文庫、ハルキ文庫
- 万国博がやってくる（1968年）ハヤカワSFシリーズ
- EXPO'87（1968年）早川書房・日本SFシリーズ /（1973年）ハヤカワ文庫、角川文庫
- 天才はつくられる 秋元書房、1968 のち文庫、角川文庫
- わがセクソイド（1969年）立風書房 のち角川文庫
- テキュニット（1969年）三一書房
- ながいながい午睡 三一書房 1969 (ショートショート集、45篇収録[注 1])
- 虹は消えた（1969年）ハヤカワSFシリーズ

#### 1970年代
- 地球への遠い道 毎日新聞社、1970 のち角川文庫、秋元文庫
- まぼろしのペンフレンド 岩崎書店、1970 のち角川文庫、青い鳥文庫
- 時のオデュセウス（1971年）ハヤカワSFシリーズ
- C席の客 ビジネスショートショート（1971年）日本経済新聞社/（1973年）角川文庫
- なぞの転校生 鶴書房盛光社、1972 のち角川文庫、秋元文庫、青い鳥文庫
- かれらの中の海 早川書房 1973  のち講談社文庫
- 重力地獄 ハヤカワ文庫、1973 のち角川文庫
- 飢餓列島 福島正実共著 角川書店 1974 のち文庫
- サロンは終わった（1974年）ハヤカワ文庫JA（再構成短編集）
- ぼくの砂時計 ショートショート 講談社 1974 のち文庫
- 司政官 早川書房 1974 のち文庫、創元SF文庫
- 産業士官候補生 ハヤカワ文庫、1974 のち角川文庫　「EXPO'87」のスピンオフ作品
- ねじれた町 すばる書房盛光社 1974年 のち秋元文庫、角川文庫、ハルキ文庫、青い鳥文庫
- 二十四時間の侵入者 秋元文庫、1974 のち角川文庫
- あの真珠色の朝を… 角川文庫、1974
- 変な男 文化出版局 1975 のち角川文庫
- 奇妙な妻 1975 (ハヤカワ文庫) のち角川文庫
- 還らざる城 1975 (旺文社ノベルス) のち文庫
- 地獄の才能 1975 (秋元文庫) のち角川文庫、ぶんか社文庫
- ワルのり旅行 1975 (角川文庫)
- 還らざる空 1975 (ハヤカワ文庫)
- ねらわれた学園 1976 (角川文庫) のち青い鳥文庫
- 出たとこまかせON AIR SFジョッキー 立風書房 1976 のち角川文庫
- 鳴りやすい鍵束 徳間書店 1976 のち文庫
- 異郷変化 1976.12 (角川文庫)
- 深夜放送のハプニング 1977.2 (秋元文庫) のち角川文庫
- 泣いたら死がくる 1977.4 (秋元文庫) のち角川文庫
- 通りすぎた奴 立風書房 1977.5 のち角川文庫
- 思いあがりの夏 1977.6 (角川文庫) 『幕末未来人』『幕末高校生』原作『名残の雪』を含む
- 影の影 1977.8 (ハヤカワ文庫)
- 猛烈教師 三省堂 1977.9 (三省堂らいぶらりい SF傑作短編集)
- 枯れた時間 1977.10 (ハヤカワ文庫)
- 閉ざされた時間割 1977.10 (角川文庫) のちハルキ文庫
- 白い小箱 実業之日本社 1977.11 のち角川文庫
- ぎやまんと機械 PHP研究所 1977.12 のち角川文庫
- ぬばたまの… 講談社 1978.3 のち文庫
- 白い不等式 1978.6 (秋元文庫) のち角川文庫
- 六枚の切符 講談社 1978.6 のち文庫
- 消滅の光輪 早川書房 1979.4 のち文庫、ハルキ文庫
- 午後の楽隊 講談社 1979.4 のち集英社文庫
- 滅びざるもの 徳間書店 1979.6 のち文庫
- かなたへの旅 1979.10 (集英社文庫)
- おしゃべり迷路 角川書店 1979.11 のち文庫

#### 1980年代
- つくられた明日 1980.1 (角川文庫) のち秋元文庫
- 月光のさす場所 角川書店 1980.3 のち文庫
- 一分間だけ ショート・ショート 角川文庫 1980.4 のち秋元文庫 (68篇収録)
- ぼくたちのポケット 角川文庫 1980.11 (ショートショート集、56篇収録)
- 長い暁 早川書房 1980.11 のち文庫
- 二次会のあと 講談社 1981.1 のち文庫
- 幻の季節 主婦の友社 1981.5 のちケイブンシャ文庫
- 遥かに照らせ 徳間書店 1981.5 のち文庫
- とらえられたスクールバス 角川文庫 1981-1983 (のちに「時空の旅人」に改題してハルキ文庫刊)
- モーレツ教師 角川文庫 1981.6 (ショートショート集、16篇収録)
- おしゃべり各駅停車 角川書店 1981.7 のち文庫
- 傾いた地平線 角川書店 1981.9
- 疲れた社員たち 実業之日本社 1982.3
- 黄色い夢、青い夢 1982.7 (集英社文庫)
- ポケットのABC ショート・ショート 1982.10 (角川文庫)
- ポケットのXYZ ショート・ショート 1982.10 (角川文庫)
- 逃げ姫 1983.4 (集英社文庫コバルト)
- 不器用な戦士たち 講談社 1983.12 のち文庫
- ふつうの家族 ショート・ショート 1984.2 (角川文庫)
- 孔雀の街 1984.5 (集英社文庫コバルト)
- ぼくらのロボット物語 岩崎書店 1985.1 (あたらしいSF童話)
- 最後のポケット 1985.6 (角川文庫)
- 月光の底 1985.12 (集英社文庫コバルト)
- それぞれの曲り角 1986.2 (角川文庫)
- 夕焼けの回転木馬 1986.4 (角川文庫)
- 迷宮物語 1986.8 (角川文庫)
- 侵入を阻止せよ 1986.12 (集英社文庫コバルト)
- 職場、好きですか? 26のオフィス・ショートショート 勁文社 1987.2 のち文庫
- 不定期エスパー 長篇青春冒険ロマン 1-8 徳間ノベルス 1988-1990 のち文庫
- 強いられた変身 1988.1 (角川文庫)
- 素顔の時間 1988.2 (角川文庫)
- 引き潮のとき （全5巻） 早川書房 1988-1995
- 里沙の日記 1988.8 (集英社文庫コバルト)
- それぞれの遭遇 1988.11 (ケイブンシャ文庫コスモティーンズ
- 異世界分岐点 自選日常恐怖作品集 新芸術社 1989.7
- 駅とその町 異色SF小説 実業之日本社 1989.10 (のち『魔性の町』に改題して講談社文庫より再刊)
- こんにちは、花子さん 勁文社 1989.8 のちケイブンシャ文庫 (ショートショート集、26篇収録)
- 頑張って、太郎さん 勁文社 1989.12 のちケイブンシャ文庫 (ショートショート集、18篇収録)

#### 1990年代
- ライトグレーの部屋 1990.6 (集英社文庫コバルト)
- 出張の帰途 祥伝社  (ノン・ポシェット) 1990.12 のち祥伝社文庫
- 怪しい人びと 新潮文庫 1992.3 (ショートショート集、32篇収録)
- ワンダー・ティー・ルーム 実業之日本社 1992.4
- 乾いた家族 ケイブンシャ文庫 1993.6 (ショートショート集、50篇収録)
- ゆるやかな家族 ケイブンシャ文庫 1993.10 (ショートショート集、39篇収録)
- 駅にいた蛸 集英社 1993.12
- 虹の裏側 出版芸術社 1994.10 (ふしぎ文学館)
- 発想力獲得食 三一書房 1995.9 のち双葉文庫 (ショートショート集、30篇収録)
- 精神集中剤 1998.3 (徳間文庫)
- カルタゴの運命 新人物往来社 1998.11
- 日がわり一話 第1-2集 出版芸術社 (第1集 1998.5、第2集 1998.9)[注 2]

#### 2000年代
- 日課・一日3枚以上 (全10巻) (2000年8月～2001年9月刊、真生印刷[注 3])
- 妻に捧げた1778話 2004.5 (新潮新書) 「僕と妻の1778話」集英社文庫
- いいかげんワールド 出版芸術社 2006.7
- 新・異世界分岐点 出版芸術社 2006.9
- 沈みゆく人 出版芸術社 2011
- たそがれ・あやしげ 出版芸術社 2013.6 (ショートショート集、21篇収録)
- 自殺卵 出版芸術社 2013.8
- 短話ガチャンポン 双葉文庫 2015.8 (ショートショート集、26篇収録)
- 終幕のゆくえ 双葉文庫 2016.12 (ショートショート集、20篇収録)
- 夕焼けのかなた 双葉文庫 2017.12 (ショートショート集、26篇収録)
- その果てを知らず 講談社 2020.10 (遺作)
- 静かな終末 竹書房文庫 2021.3[注 4]

- 司政官シリーズ（1970年代〜80年代に書かれた同名作品集の再刊）
  - 司政官（短編集）
  - 長い暁（短編集）
  - 消滅の光輪
  - 引き潮のとき
- 『無任所要員』シリーズ
  - 工事中止命令
  - 虹は消えた
  - 最後の手段
  - 契約締結命令

### エッセイ
- ぎやまんと機械 PHP研究所 1977 のち角川文庫
- 照りかげりの風景 傑作エッセイ 広済堂出版 1981.12
- 大阪の街角 眉村卓Sembaエッセイ 三一書房 1995.11
- しょーもない、コキ 出版芸術社 2011.5
- 歳月パラパラ 出版芸術社 2014.7

### 句集
- 霧を行く 深夜叢書社 2009.7

### 翻訳
- ストックホルムのひまなし探偵（私立探偵スベントン）オーケ=ホルムベリイ 講談社、1973
- 北極怪盗とさばくの怪職人（私立探偵スベントン）オーケ=ホルムベリイ 講談社、1973
- デパート怪人はにおいなし（私立探偵スベントン）オーケ=ホルムベリイ 講談社、1973
- おばけ屋敷と四つの怪事件（私立探偵スベントン）オーケ=ホルムベリイ 講談社、1973
- ねことり怪人と地下室ギャング（私立探偵スベントン）オーケ=ホルムベリイ 講談社、1973

### 監修
- 夕焼けエッセー まとめて5年分 産経新聞出版 2009.8 (眉村卓他監修)
- 夕焼けエッセー2017 産経新聞出版 2016.10 (眉村卓他監修)

### テレビドラマ化された作品
- まぼろしのペンフレンド（1974年『まぼろしのペンフレンド』、2001年『幻のペンフレンド2001』[18]）
- なぞの転校生（1975年[19]、2014年）
- ねらわれた学園（1977年『未来からの挑戦』、1982年、1987年、1997年）
- 地獄の才能（1977年『未来からの挑戦』[20]）
- 名残の雪（1977年『幕末未来人』[21]、原案協力：1994年『幕末高校生』）
- 異郷変化「中之島の女」（1986年9月29日『赤いハイヒール』（関西テレビ「現代怪奇サスペンス」））
- 不器用な戦士たち「GGホテル」（1992年5月4日『密愛のリゾート・種子島』（関西テレビ「旅情サスペンス」））
- 不器用な戦士たち「　」（1993年4月12日『春の乱 新入社員母の会の挑戦』（関西テレビ「サスペンス・明日の13章」））

### 映画化された作品
- ねらわれた学園（1981年 監督：大林宣彦、1997年監督：清水厚）
- なぞの転校生（1998年 監督：小中和哉）
- 僕と妻の1778の物語（2011年 監督：星護）
- 名残の雪（2014年『幕末高校生』 監督：李闘士男）

#### アニメ映画化された作品
- 時空の旅人（1986年、監督：真崎守）
- 迷宮物語（1987年、監督：りんたろう・川尻善昭・大友克洋）
- ねらわれた学園（2012年、監督：中村亮介）

## 出演番組
- MBSチャチャヤング（MBSラジオ）

### 注
1. ↑  2019年現在文庫化はされていないが、収録作品は分散されて他の再刊本に再録されている[16]。
2. ↑  私家版である『日課・一日3枚以上』収録作品との重複もあるが、1000話以降の作品も一部収録されている[17]。
3. ↑  ガンで余命宣告を受けた悦子夫人のために書いた全1778篇のショートショートの内最初の1000篇を収録したもの[17]。各巻に100篇ずつ収められている[17]。私家版であるため一般には流通していない[17]。
4. ↑  主に、作家活動の最初期の10年間に書かれたショートショートの内これまでに単行本・文庫に未収録だった作品50篇を収録